# 星毛委陵菜
星毛委陵菜（学名：Potentilla acaulis）是蔷薇科委陵菜属的植物。其种加词“acaulis”意为“无茎的”。分布于蒙古、俄罗斯以及中国大陆的内蒙古、新疆、青海、黑龙江、山西、甘肃、陕西、河北等地，生长于海拔580米至3,000米的地区，多生于黄土坡、山坡草地、砂原草滩和多砾石瘠薄山坡，目前尚未由人工引种栽培。
现接受名为无茎金露梅（Dasiphora subacaulis (L.) Raf., 1840)。

## 别名
无茎萎陵菜（东北草本植物志）